# 安東尼奧·皮奧·薩拉西諾
安東尼奧·皮奧·薩拉西諾（義大利語：Antonio Pio Saracino；1976年—）是驻扎在纽约的意大利建筑师、设计师。 Saracino设计过纪念品、建筑和现代家具。 他的一些设计被部分博物馆纳为永久收藏，比如布鲁克林博物馆、纽约艺术和设计博物馆和悉尼动力博物馆。 Saracino的作品曾参与国际展览，并获得纽约时报和建筑文摘等出版物的刊登评论。 他众多著名的作品还包括曼哈顿布莱恩特公园的公共雕塑《守卫者：英雄与超级英雄》。《Vogue》杂志把他称作“最多产的海外意裔设计师之一”。